# St. Nicholas, Hurst
St. Nicholas, Hurst är en civil parish i kommunen Wokingham i Storbritannien. Den ligger i grevskapet Berkshire och riksdelen England, i den södra delen av landet, 50 km väster om huvudstaden London. Orten har 2 059 invånare (2011).